# Jessica Cauffiel
Jessica Cauffiel (Detroit, Michigan, Estats Units, 30 de març de 1976) és una actriu estatunidenca.

## Filmografia

### Cinema
- 1999: The Out-of-Towners: Susan Clark
- 2000: Road Trip: The Wrong Tiffany
- 2000: Urban Legends: Final Cut: Sandra Petruzzi
- 2001: Valentine: Lily Voight
- 2001: Una rossa molt legal (Legally Rossa): Margot
- 2002: You Stupid Man: Diane
- 2003: Una rossa molt legal 2 (Legally Rossa 2: Red, White & Rosse): Margot
- 2003: Stuck on You: Bar Hottie
- 2004: D.E.B.S.: Ninotchka Kaprova
- 2004: Dues rosses amb pebrots (White Chicks): Tori
- 2005: Guess Who: Polly
- 2005: Burt Munro: Un somni, una llegenda (The World's Fastest Indian): Wendy
- 2006: Hoot: Mare Paula / Kimberly

### Televisió
- 2005: My Name Is Earl - temporada 1, episodi 12: Tatiana
- 2006 - 2007: My Name Is Earl) - temporada 2, episodis 1 i 13: Tatiana
- 2009: Ice Dreams (TV): Amy Clayton